# 陈立友
陈立友（1934年10月—），男，汉族，天津宝坻人，中共党员，曾任河北省副省长、唐山市市长、中共唐山市委书记，毕业于北京钢铁学校。

## 生平
1955年9月至1983年8月，历任唐山钢铁厂技术员、车间总工长、厂长、副总工程师、副总经理；1983年8月至1991年4月，任唐山市副市长、副书记、市长、书记等职；1991年4月至1993年5月，任河北省副省长；1993年5月至1995年10月，任中共河北省委常委、河北省常务副省长；1995年10月至1998年1月，任河北省副省长；1998年1月至2000年12月，任河北省政府顾问。2000年12月，退休。